# Герольсхайм
Герольсхайм (нем. Gerolsheim) — община в Германии, в земле Рейнланд-Пфальц. 
Входит в состав района Бад-Дюркхайм. Подчиняется управлению Грюнштадт-Ланд.  Население составляет 1670 человек (на 31 декабря 2010 года). Занимает площадь 4,81 км².